# Mezobromelia fulgens
Mezobromelia fulgens là một loài thực vật thuộc họ Bromeliaceae. Đây là loài đặc hữu của Ecuador. Môi trường sống tự nhiên của chúng là vùng núi ẩm nhiệt đới hoặc cận nhiệt đới và vùng cây bụi nhiệt đới hoặc cận nhiệt đới vùng đất cao. Chúng hiện đang bị đe dọa vì mất môi trường sống.